# Синие Камни (Екатеринбург)
Си́ние Ка́мни — микрорайон в Октябрьском районе города Екатеринбурга в границах улиц Бычковой, Хрустальная и Комсомольская.

## История
Микрорайон Синие Камни начал осваиваться в 1941-1942 годах в период эвакуации военной промышленности на Урал. Временное жильё барачного типа здесь построил за собственные средства Уральский оптико-механический завод, бараки не были оборудованы ни центральным отоплением, ни водопроводом и канализацией. В 1963 году в посёлке было ликвидировано 368 кв. м аварийного жилья в связи с реконструкцией промышленной площадки завода на территории Синих Камней.
За период с 1958 по 1970 годы в посёлке Синих Камней появилась жилая застройка на месте сносимого частного сектора из приблизительно десятка 4-5 этажных кирпичных жилых домов по улицам Хрустальной и Байкальской. В 1962 году Синие Камни были признаны жилым районом города Свердловска.
В архитектурной разработке проекта детальной планировки района Синие камни принимал участие Г. И. Белянкин.
В 1970-е годы в микрорайоне были возведены первые панельные дома, продолжался снос индивидуальной жилой застройки.
В 1986—1990 годах оставшаяся часть микрорайона была комплексно застроена 5-, 9- и 16-тэтажными жилыми домами типовых панельных серий, индивидуальная жилая застройка были полностью снесена.
Доминантами микрорайона являются пять 16-этажных жилых домов постройки 1988—1989 годов и 18-этажный жилой дом 2010 года постройки (Бульвар С. Есенина 10). Также в микрорайоне построены отдельно стоящие здания ТЦ торговой сети «Кировского» по адресу ул. Хрустальная 35-а (в 2008 году) и ТРЦ сети «Монетка» по адресу ул. Хрустальная 31-а (в 2014 году построен, а в ноябре 2015 года открыт).

## Инфраструктура
Учебные заведения: гимназия №210 «Корифей», средняя общеобразовательная школа №96, специальная коррекционная школа №169, детский сад №62 комбинированного вида, детский сад №308 присмотра и оздоровления «Жемчужина», Екатеринбургская детская школа искусств №1.
Медицинские центры: детская городская поликлиника №13.
По адресу Байкальская, 46 в цокольном этаже жилого дома располагается Свято-Никольский православный храм.

## Транспорт
Местные маршруты наземного транспорта (автобусы) обеспечивают сообщение с соседними районами Втузгородок и Сибирский.
7 января 2024 года в районе открылся остановочный пункт железной дороги «Синие Камни» на линии Екатеринбург—Егоршино.